# Hemigrammocharax lineostriatus
Hemigrammocharax lineostriatus är en fiskart som beskrevs av Poll, 1967. Hemigrammocharax lineostriatus ingår i släktet Hemigrammocharax och familjen Distichodontidae. IUCN kategoriserar arten globalt som otillräckligt studerad. Inga underarter finns listade i Catalogue of Life.